# Henri de Brouckère
Pour les articles homonymes, voir de Brouckère.
Pour les autres membres de la famille, voir Famille de Brouckère.
Henri Ghislain Joseph Marie Hyacinthe de Brouckère, né le 25 janvier 1801 à Bruges et mort le 25 janvier 1891 à Bruxelles, est un homme politique belge, membre du Parti libéral.

## Biographie
Le patronyme brugeois primitif est « de Brouckere » sans accent. Henri de Brouckère est le fils de Charles de Brouckère et le frère du ministre Charles de Brouckère, est bourgmestre de Bruxelles.
Il est magistrat et professeur à l'université libre de Bruxelles.
En 1830, il dirige à Maaseik un parti d'insurgés et, en 1831, menace les arrières de la contre-attaque de l'armée du royaume uni des Pays-Bas. En avril 1831, il fait partie de la délégation de parlementaires chargés d'offrir la couronne du tout jeune royaume de Belgique au prince Léopold de Saxe-Cobourg. Il siège à la Chambre de 1831 à 1870. Gouverneur de la province d'Anvers jusqu'au 4 septembre 1844, il devient ensuite gouverneur de la province de Liège.
En 1863, il est le premier bourgmestre d'Auderghem. Auparavant il a été commissaire d'arrondissement à Ruremonde (ville placée un moment sous le contrôle de l'administration belge) et gouverneur de province à Anvers (1840-1844) et à Liège (1844-1846). De 1852 jusqu'en 1855, il est à la tête d'un gouvernement libéral dans lequel il détient également le portefeuille des Affaires étrangères. De Brouckère appartient à l'aile progressiste de son parti laquelle s'en est détachée en 1874.
En 1863, il fonde la Compagnie Immobilière de Belgique (aujourd'hui Immobel SA) avec Jules Malou et Jonathan-Raphaël Bischoffsheim.
Henri de Brouckère aime le caractère rural d'Auderghem et est surtout séduit par les charmes de la forêt proche. Vers 1843, il entre en possession du château Sainte-Anne (rue du Vieux Moulin) avec le domaine qui l'entoure. Celui-ci s'étend jusqu'à la base de l'ancienne Schapenputstraet.
En 1872, il abandonne la politique communale pour raisons de santé. Il devient aveugle et meurt en 1891.